# Philaenus karafutonis
Philaenus karafutonis är en insektsart som beskrevs av Matsumura 1940. Philaenus karafutonis ingår i släktet Philaenus och familjen spottstritar. Inga underarter finns listade i Catalogue of Life.